# María de Abarca
María de Abarca, activa en Madrid a mediados del siglo XVII, fue una pintora barroca española  especializada en la pintura de retratos, que practicaba por afición.
Es José García Hidalgo quien, en sus Principios para practicar el nobilísimo y real arte de la pintura (Madrid, 1691), transmitió las noticias sobre esta artista, recogidas posteriormente por Ceán Bermúdez en el Diccionario histórico de los más ilustres profesores de las Bellas Artes en España.   
Entre las mujeres artistas del siglo XVII español, en el que hay figuras tan relevantes como La Roldana o Josefa de Obidos, María de Abarca es una figura en cierto modo singular pues su práctica de la pintura tiene lugar al margen de los talleres familiares en los que se formaron, además de las dos artistas citadas, Luisa de Valdés, hija de Juan de Valdés Leal, Francisca Palomino y Velasco, hermana de Antonio Palomino, así como Andrea y Claudia,las hijas de Pedro de Mena, entre tantas otras.